# Niccolò Pico

Stemma della casata dei Pico della Mirandola (1311-1432)

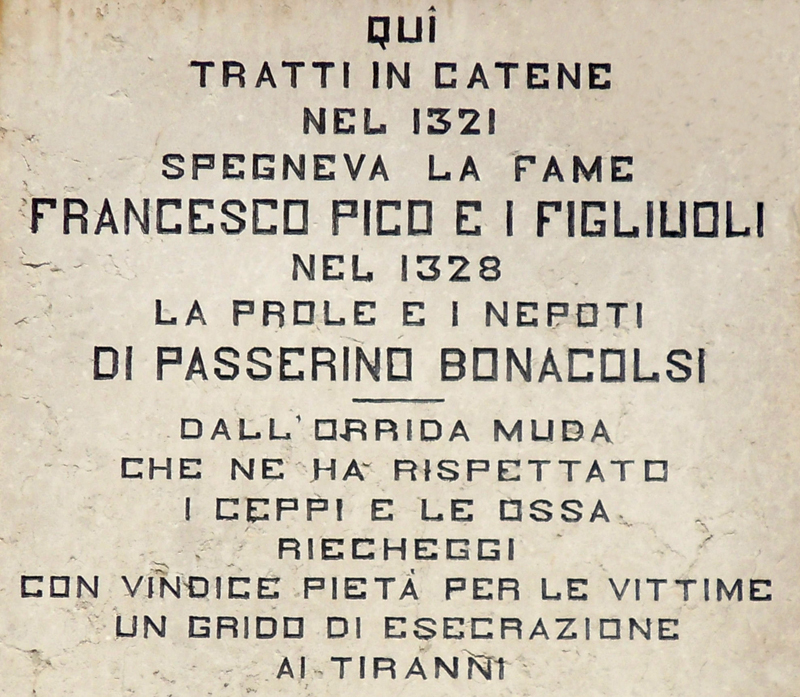
Castel d'Ario, lapide commemorativa posta sul castello.

Niccolò Pico (... – 1328) è stato un condottiero italiano.

## Biografia
Era figlio di Giovanni Pico e Giovanna di Tinello da Savignano.
Secondo la cronaca dei Figli di Manfredo scritta da Bratti, Niccolò "fu capitano tanto validissimo et sapiente delle genti armigere a cavallo della Comunità di Reggio".
Partecipò nel 1328 al colpo di stato che portò i Gonzaga ad impossessarsi di Mantova a spese dei Bonacolsi: in questa occasione vennero a lui affidati Francesco Bonacolsi e l'abate di Sant'Andrea, figli di Rinaldo detto Passerino, ultimo signore di Mantova della famiglia, insieme al Guido e Pinamonte (nipoti di Passerino); i prigionieri furono rinchiusi il 16 agosto 1328 castello di Castellaro insieme al fratello Giovanni II dei Bonacolsi, e lasciati morire di fame, vendicando così la morte, avvenuta nello stesso modo, di Francesco I Pico e dei figli.
Partecipò al saccheggio di Modena, nemica dei Pico, congiuntamente alle truppe imperiali dell'imperatore Ludovico il Bavaro.

## Ricordo
Nella castello di Castel d'Ario è posta una lapide in cui è inciso:
TRATTI IN CATENE

NEL 1321

SPEGNEVA LA FAME

FRANCESCO PICO E I FIGLIUOLI

NEL 1328

LA PROLE E I NEPOTI DI

PASSERINO BONACOLSI
DALL'ORRIDA MUDA

CHE NE HA RISPETTATO

I CEPPI E LE OSSA

RIECHEGGI CON VINDICE PIETÀ PER LE VITTIME

UN GRIDO DI ESECRAZIONE

AI TIRANNI»

## Discendenza
Nel 1311 Niccolò sposò Taddea Passalacqua ed ebbero tre figli:
- Giovanni (c. 1312-1379), podestà di Mantova nel 1360 e condottiero catturato durante la battaglia di Solara;
- Franceschino, condottiero al servizio dei Visconti, nel 1497 fu capitano di Cremona;[3]
- Prendiparte, seguì le sorti dei fratelli, ritirandosi presso i Visconti.